# Leptherpum staheli
Leptherpum staheli är en mångfotingart som först beskrevs av Jeekel 1950.  Leptherpum staheli ingår i släktet Leptherpum och familjen Chelodesmidae. Inga underarter finns listade i Catalogue of Life.